# 孛要合
孛要合（?—?），蒙古帝国驸马。汪古部人，阿剌兀思剔吉忽里的幼子。
1211年，阿剌兀思剔吉忽里被其部众里想跟随乃蛮的人所杀，一并杀死不颜昔班。成吉思汗第三女阿剌海别吉同镇国、孛要合，乘夜逃到云内州。以孛要合年幼，先封镇国为北平王，镇国以国俗尚阿剌海别吉。成吉思汗西征，孛要合跟从，孛要合从西域返回，封北平王，约为世婚，敦朋友之好，号按达忽答（亲好的意思）。再娶阿剌罕公主。孛要合三子，都是侍妾所生：君不花，爱不花，拙里不花。